# Оджалан, Дилек
Дилек Оджалан (род. 3 октября 1987, Шанлыурфа) — турецкий политик курдского происхождения. Племянница лидера рабочей партии Курдистана Абдуллы Оджалана.

## Биография
Дилек Оджалан родилась 3 октября 1987 года в городе Шанлыурфа. Её мать Фатма Оджалан — сестра лидера РПК Абдуллы Оджалана.
РПК — курдская марксистская организация, выступающая за расширение прав курдов вплоть до создания независимого курдского государства. В ходе продолжающегося с 1980-х годах конфликта между РПК и Турцией погибли десятки тысяч человек. Лидер РПК Абдулла Оджалан в 1999 году был приговорён к пожизненному заключению.
23 декабря 2013 года Дилек посетила своего дядю, отбывающего пожизненное заключение в тюрьме на острове Имралы, после этого она сделала заявление для прессы, которого привлекло к Дилек большое внимание.
Политическая деятельность Дилек Оджалан началась в 2012 году. На третьем конгрессе Партии мира и демократии, когда та была преобразована в Демократическую партию народов, она была избрана членом исполнительного комитета.
В июне 2015 года Дилек была избрана членом Великого национального собрания от Демократической партии народов. Это событие вызывало негативную реакцию со стороны турецких националистов и родственников Абдуллы Оджалана.